# Save Our Souls (band)
Save Our Souls is een Amerikaanse rockband uit Los Angeles. De muziekgroep werd echter in New York gestart onder de naam Chiba-Ken. In 2010 wijzigde de band haar naam. Centrale man in de band is acteur George William. De originele naam verwijst naar Chiba.
De band is in 2003 opgericht door Elias Tannous (gitaar), Jason D'Amelio (drums) en George William (zanger). De naamswijziging naar SoS ging gepaard met toetreding van Julian Petrow (gitaar) en Graham Goetz (basgitaar). De eerste ep Faces of the Moment werd geproduceerd door de band zelf en kwam uit in 2005. Van het eerste album Are We Innocent?, geproduceerd door Patrick Arn, werden in de Verenigde Staten 7.000 exemplaren verkocht.
In 2009 volgde het tweede album Hard to Be Human, geproduceerd door Mike Watts (As Tall as Lions).
De band speelde op het Sunset Strip Music Festival met The Smashing Pumpkins, Volbeat, Kid Cudi, Slash en Lost Patrol.
De band speelde op concerten met God Forbid, Powermann 5000, From Autumn to Ashes, Kittie, Iron Maiden, Ill Niño, Andrew W.K., The Ataris, Travie McCoy, Veins of Jenna en Glassjaw.

## Discografie
- Faces of the Moment (ep) - 2005
- Are We Innocent? (Album/Gotham Records) - 2006
- Hard to Be Human (Album) - 2009